# Ника (кинопремия, 2024)
37-я церемония вручения наград национальной кинематографической премии «Ника» за 2022 и 2023 год.
В 2022 и 2023 году церемонии вручения не проводились.

## Специальные призы
| Категории                                                                                           | Лауреаты                                               |
| --------------------------------------------------------------------------------------------------- | ------------------------------------------------------ |
| Честь и достоинство (награду вручал Андрей Кончаловский)                                            | • Александр Ширвиндт (получил премию 5 июля 2023 года) |
| За творческие достижения в искусстве телевизионного кинематографа (награду вручал Леонид Каневский) | • Жора Крыжовников — «Слово пацана. Кровь на асфальте» |

## Список лауреатов и номинантов
Количество наград/номинаций: 
- 5/13: «Праведник»

| Категории                           | Лауреаты и номинанты |
| ----------------------------------- | --- |
| Лучший игровой фильм                | • Праведник (режиссёр: Сергей Урсуляк; продюсеры: Тимур Вайнштейн, Леонид Верещагин, Антон Златопольский, Никита Михалков, Мария Ушакова, Юлия Сумачева)                                                                           |
| Лучший игровой фильм                | • 1993 (режиссёр: Александр Велединский; продюсеры: Жанна Калинина, Александра Воронкова) |
| Лучший игровой фильм                | • Вызов (режиссёр: Клим Шипенко; продюсеры: Константин Эрнст, Денис Жалинский, Эдуард Илоян, Дмитрий Рогозин, Сергей Титинков, Алексей Троцюк, Виталий Шляппо, Михаил Ткаченко, Ольга Данова, Наталья Смирнова, Светлана Извекова) |
| Лучший игровой фильм                | • За нас с вами (режиссёр: Андрей Смирнов; продюсеры: Елена Смирнова, Андрей Смирнов) |
| Лучший игровой фильм                | • Снегирь (режиссёр: Борис Хлебников; продюсер: Сергей Сельянов, Наталья Дрозд, Татьяна Бонакова) |
| Лучший игровой фильм                | • Чувства Анны (режиссёр: Анна Меликян; продюсер: Анна Меликян, Екатерина Рыжая, Дмитрий Литвинов, Екатерина Кононенко) |
| Лучший неигровой фильм              | • Балабанов. Колокольня. Реквием (режиссёр: Любовь Аркус) |
| Лучший неигровой фильм              | • Андрей Тарковский. Невозвращение ветра (режиссёр: Светлана Харчевина, Анастасия Крапивина) |
| Лучший неигровой фильм              | • Выход (режиссёры: Максима и Евгении Арбугаевых) |
| Лучший неигровой фильм              | • Киноязык эпохи: Марлен Хуциев (режиссёр: Андрей Истратов) |
| Лучший анимационный фильм           | • Щелкунчик, пианино и венок из одуванчиков (режиссёр: Ирина Евтеева) |
| Лучший анимационный фильм           | • Белый-белый день (режиссёр: Василий Чирков) |
| Лучший анимационный фильм           | • Спать хочется (режиссёр: Игорь Волошин) |
| Лучший анимационный фильм           | • Хармс (режиссёр: Светлана Андрианова) |
| Лучшая режиссёрская работа          | • Сергей Урсуляк — «Праведник» |
| Лучшая режиссёрская работа          | • Борис Хлебников — «Снегирь» |
| Лучшая режиссёрская работа          | • Андрей Смирнов — «За нас с вами» |
| Лучшая режиссёрская работа          | • Александр Велединский — «1993» |
| Лучшая сценарная работа             | • Андрей Смирнов — «За нас с вами» |
| Лучшая сценарная работа             | • Геннадий Островский — «Праведник» |
| Лучшая сценарная работа             | • Александр Велединский — «1993» |
| Лучшая сценарная работа             | • Сергей Ильин, Игорь Рыбин — «Страсти по Матвею» |
| Лучшая мужская роль                 | • Александр Яценко — «Праведник» |
| Лучшая мужская роль                 | • Александр Робак — «1993» |
| Лучшая мужская роль                 | • Андрей Смоляков — «За нас с вами» |
| Лучшая мужская роль                 | • Юрий Борисов — « Кентавр» |
| Лучшая женская роль                 | • Юлия Снигирь — «За нас с вами» |
| Лучшая женская роль                 | • Юлия Пересильд — «Вызов» |
| Лучшая женская роль                 | • Анна Михалкова — «Чувства Анны» |
| Лучшая женская роль                 | • Екатерина Вилкова — «1993» |
| Лучшая мужская роль второго плана   | • Сергей Пускепалис — «Сердце пармы» |
| Лучшая мужская роль второго плана   | • Тимофей Трибунцев — «Снегирь» |
| Лучшая мужская роль второго плана   | • Сергей Маковецкий — «Праведник» |
| Лучшая мужская роль второго плана   | • Евгений Ткачук — «Праведник» |
| Лучшая мужская роль второго плана   | • Леонид Ярмольник — «За нас с вами» |
| Лучшая женская роль второго плана   | • Ирина Розанова — «За нас с вами» |
| Лучшая женская роль второго плана   | • Юлия Витрук — «Праведник» |
| Лучшая женская роль второго плана   | • Елена Валюшкина — «Последний богатырь: Посланник тьмы» |
| Лучшая женская роль второго плана   | • Ольга Лапшина — «Огород» |
| Лучшая операторская работа          | • Михаил Милашин — «Праведник» |
| Лучшая операторская работа          | • Сергей Астахов — «Сердце пармы» |
| Лучшая операторская работа          | • Алишер Хамидходжаев — «Снегирь» |
| Лучшая операторская работа          | • Шандор Беркеши — «Туман» |
| Лучшая работа режиссёра монтажа     | • Маргарита Смирнова — «Праведник» |
| Лучшая работа режиссёра монтажа     | • Серик Бейсеу, Сергей Нестеров — «По щучьему велению» |
| Лучшая работа режиссёра монтажа     | • Антон Мегердичев — «Сердце пармы» |
| Лучшая работа режиссёра монтажа     | • Ирина Кожемякина — «Хитровка. Знак четырёх» |
| Лучшая музыка к фильму              | • Эдуард Артемьев — «Нюрнберг» |
| Лучшая музыка к фильму              | • Игорь Вдовин — «Сердце пармы» |
| Лучшая музыка к фильму              | • Василий Тонковидов — «Праведник» |
| Лучшая музыка к фильму              | • Юрий Потеенко — «Хитровка. Знак четырёх» |
| Лучшая работа звукорежиссёра        | • Андрей Худяков, Кирилл Бодров — «1993» |
| Лучшая работа звукорежиссёра        | • Алексей Самоделко — «Нюрнберг» |
| Лучшая работа звукорежиссёра        | • Павел Дореули — «Праведник» |
| Лучшая работа звукорежиссёра        | • Ростислав Алимов — «Сердце пармы» |
| Лучшая работа художника             | • Павел Новиков, Владимир Трапезников — «Сердце пармы» |
| Лучшая работа художника             | • Анастасия Калимуллина — «По щучьему велению» |
| Лучшая работа художника             | • Алим Матвейчук, Евгений Качанов — «Праведник» |
| Лучшая работа художника             | Сергей Февралёв — «Хитровка. Знак четырёх» |
| Лучшая работа художника по костюмам | • «По щучьему велению» |
| Лучшая работа художника по костюмам | • «Хитровка. Знак четырёх» |
| Лучшая работа художника по костюмам | • «Сердце пармы» |
| Лучшая работа художника по костюмам | • «Чебурашка» |
| Открытие года                       | • Макар Хлебников (мужская роль) — «Снегирь» |
| Открытие года                       | • Сергей Ильин (режиссёр) — «Страсти по Матвею» |
| Открытие года                       | • Мария Золотухина (женская роль) — «Праведник» |
| Открытие года                       | • Наталия Гугуева (режиссёр) — «Туман» |